# Barry County (Michigan)
Barry County is een county in de Amerikaanse staat Michigan.
De county heeft een landoppervlakte van 1.440 km² en telt 56.755 inwoners (volkstelling 2000). De hoofdplaats is Hastings.

## Foto's

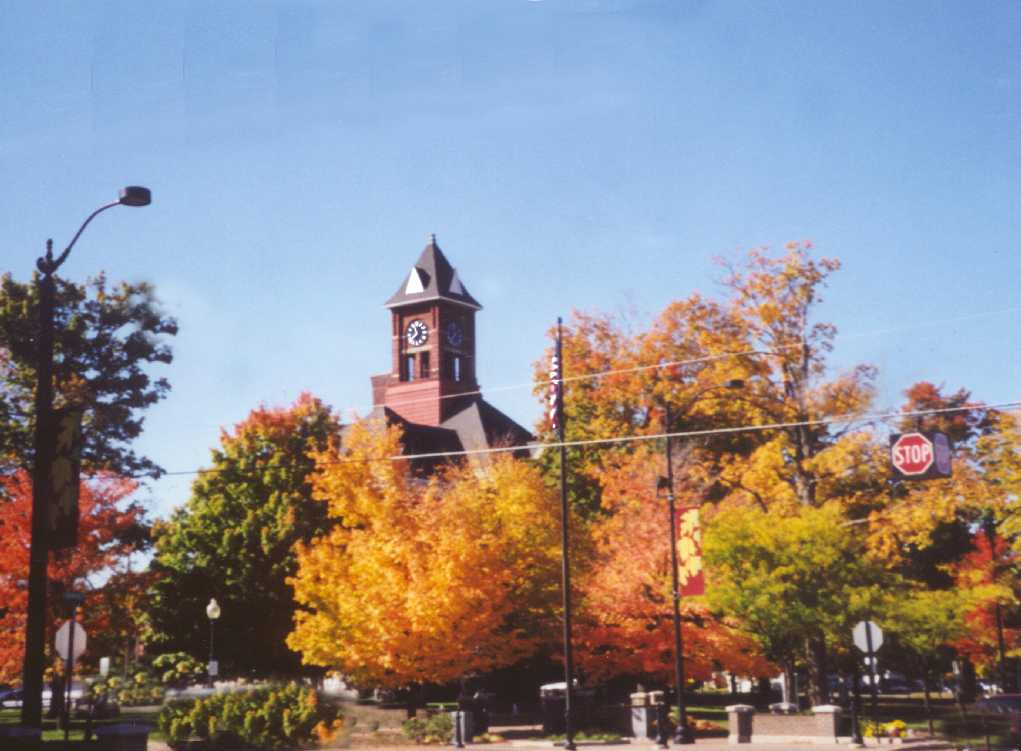
rechtbank